# Harvard Medical School

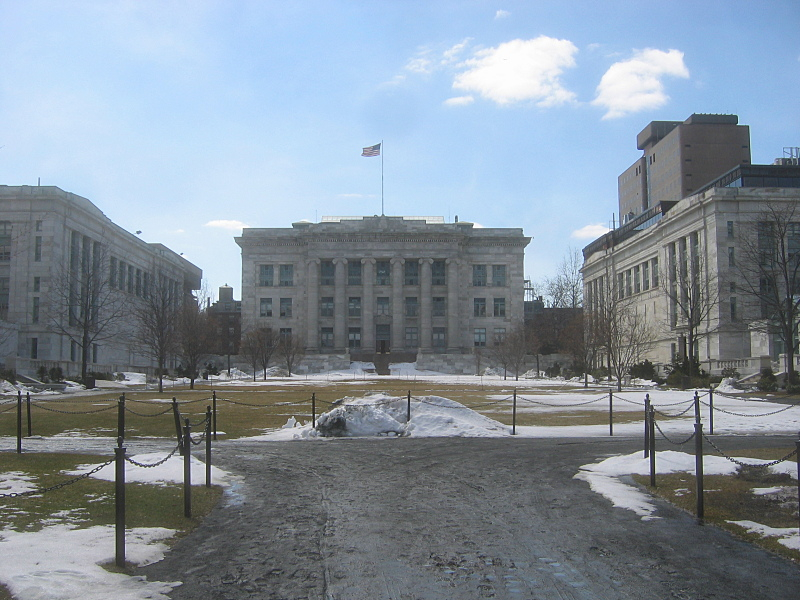
Harvard Medical School

De Harvard Medical School (HMS) is een instituut van de Harvard-universiteit (Harvard University), dat is gevestigd in het medische district Longwood ten zuidwesten van het centrum van Boston, Massachusetts, waar ook een aantal bekende gespecialiseerde ziekenhuizen liggen die met Harvard Medical School geaffilieerd zijn: Beth Israel Deaconess Medical Center, Brigham and Women's Hospital, Boston Children's Hospital en het Dana-Farber Cancer Institute. Harvard Medical School werkt ook samen met het elders in Boston gelegen Massachusetts General Hospital.